# Karl Himly

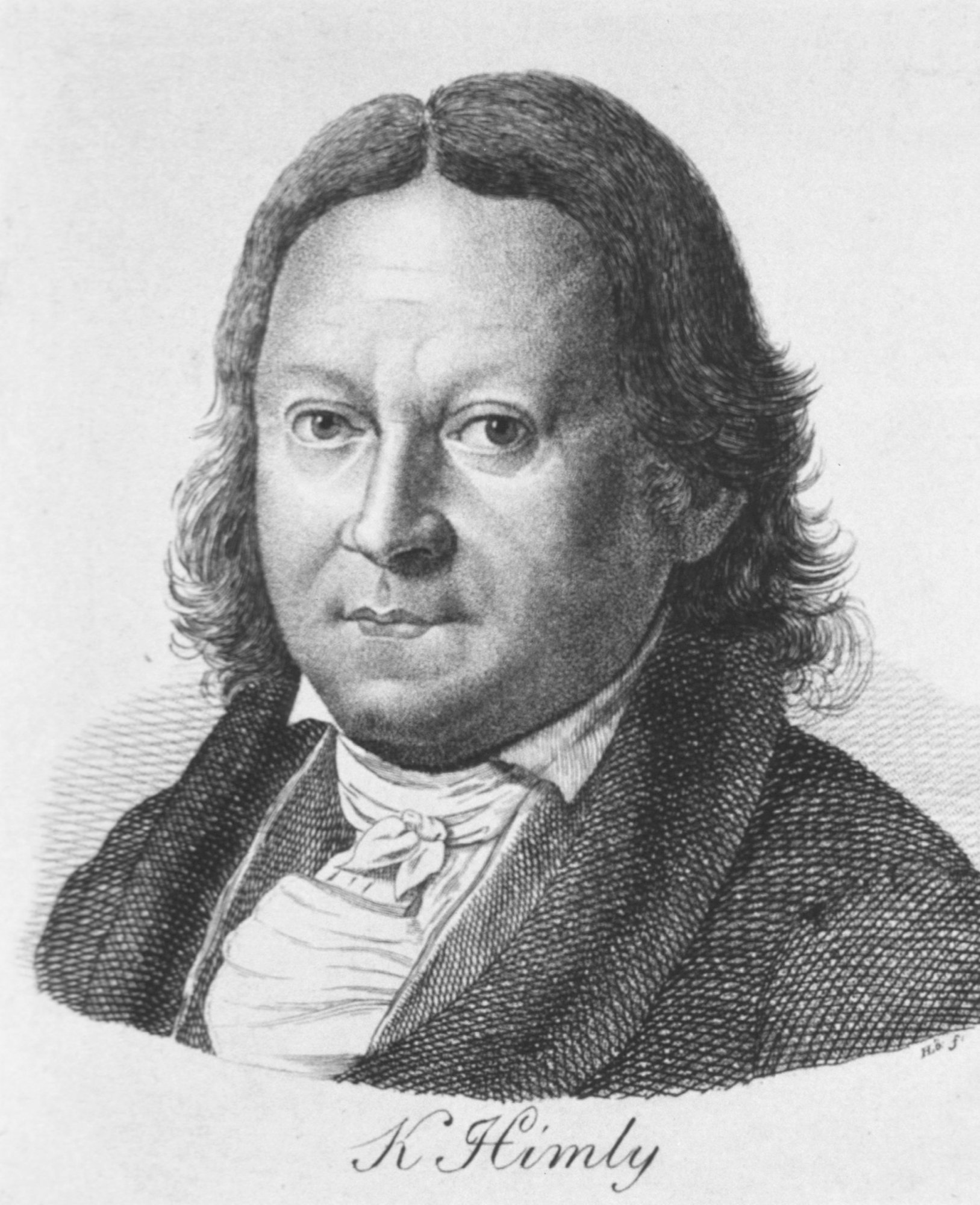
Karl Himly

Karl Gustav Himly (* 30. April 1772 Braunschweig; † 22. März 1837 Göttingen) war ein deutscher Mediziner, Chirurg und Augenarzt. Der Kliniker war unter anderem Professor der Medizin in Göttingen.

## Biografie
Karl (auch Carl) Himly wurde als Sohn des Geheimen Cabinetssekretärs Himly am braunschweigischen Hof geboren und war der jüngere Bruder des Pädagogen Johann Friedrich Wilhelm Himly (1769–1831).
Himly begann nach seiner Schulzeit und dem Besuch des anatomisch-chirurgischen Collegiums in Braunschweig 1790 ein Studium an der Universität Würzburg bei Karl Kaspar von Siebold. Seit 1792 studierte Himly an der Georg-August-Universität Göttingen bei August Gottlieb Richter und wurde 1794 dessen Assistent. Am 6. September 1794  wurde er Himly mit seiner Arbeit Dissertatio inauguralis medico-practica observationes quasdam circa epidemiam huius anni dysentericam sistens [...] (1794) promoviert.
Im Jahr 1795 erfolgte die Ernennung zum Professor der medizinisch-chirurgischen Klinik in Braunschweig. Ab 1797 war er korrespondierendes und ab 1804 ordentliches Mitglied der Göttinger Akademie der Wissenschaften. Im Jahr 1801 übernahm Himly, der auch ein Anhänger der Naturphilosophie war, als Nachfolger von Christoph Wilhelm Hufeland (und vermutlich gegen Goethes Willen) die Professur für Medizin der Inneren Klinik an der Universität Jena. Seit 1803 las Himly an der Universität Göttingen dann Theoretische und Praktische Chirurgie und unterrichtete – erstmals in Deutschland – im Fach Augenheilkunde (Ophthalmologie). Himly hat mehrere augenärztliche Instrumente angegeben, die von Reimarus 1776 erkannte pupillenerweiternde Wirkung des Atropins in die Augenheilkunde eingeführt und die Mydriatika (die Pupille erweiternde Mittel) in die Augenheilkunde eingeführt. Zu seinen Schülern und Assistenten gehörten Karl Friedrich von Heusinger, Maximilian Joseph von Chelius, Dietrich Georg von Kieser, Wilhelm Baum, Peter Krukenberg, Georg Hartog Gerson und Ernst Alban.
Die Herausgabe der ersten deutschen augenärztlichen Zeitschrift unter dem Titel Ophthalmologische Bibliothek begann Karl Himly 1802 gemeinsam mit seinem Wiener Kollegen Johann Adam Schmidt (1759–1809). Bis 1805 konnten drei Bände realisiert werden, danach wurde das Erscheinen bis 1816 unterbrochen. Eine Wiederaufnahme der Tätigkeit als Herausgeber endete 1819. Sein internationaler Ruf als Spezialist führte dazu, dass ihn am Rande eines Konzertes in Göttingen am 25. Mai 1830 Niccolò Paganini aufgrund von Augenproblemen aufsuchte.
1805 wurde Himly zum Direktor des Akademischen Hospitals in Göttingen ernannt, wo er die Ambulanz mit der Klinik seines Lehrers Richter vereinigte. In dieser Zeit gab es eine Zusammenarbeit mit Konrad Johann Martin Langenbeck, die um 1808 endete. Es entstand 1809 eine neue Klinik, die Himly bis 1814 leitete. Dort befreundete er sich 1812/13 mit dem Pionier der Zahnheilkunde Joseph Calmann Linderer.
Himly diente in den Lazaretten der preußischen Armee am Rhein.
Himly starb durch einen Sturz in die Leine, vermutet wurde ein Suizid. Die genaueren Umstände blieben unklar.
Sein Sohn Ernst August Wilhelm Himly (1800–1881), der 1843 posthum ein Lehrbuch seines Vaters herausgab, war Professor für Physiologie, Vergleichende Anatomie und Rechtsmedizin in Göttingen. Sein Sohn August Friedrich Karl Himly (1811–1885) war Chemiker und Professor an der Universität Kiel.

## Schriften (Auswahl)
- Commentatio mortis historiam, causas et signa sistens. Dieterich, Göttingen 1794[8] (Digitalisat)
- Abhandlung über die Wirkung der Krankheitsreize auf den menschlichen Körper. Antrittsvorlesung in Braunschweig. Thomas, Braunschweig 1795. (Digitalisat)
- Einleitung in die Augenheilkunde. Frommann, Jena 1806. (Digitalisat) 3., veränderte und vermehrte Auflage. Deuerlich, Göttingen 1830. (Digitalisat)
- Lehrbuch der praktischen Heilkunde. Erster Theil enthaltend allgemeine Nosologie, Heilmittellehre und Therapie. Selbstverlag, Göttingen 1807 (2. Auflage 1816).
- Die Krankheiten und Missbildungen des menschlichen Auges und deren Heilung. Nach den hinterlassenen Papieren desselben herausgegeben und mit Zusätzen versehen von E. A. W. Himly. Hirschwald, Berlin 1843.
- Einiges über die Polarität der Farben, in: Ophthalmologische Bibliothek, Bd.1, St.2, S.1–20, 1803.

Er gab folgende Zeitschriften (mit) heraus:
- Ophthalmologische Bibliothek. Hrsg. mit Johann Adam Schmidt. Frommann, Bonn 1803–1807, 3 Bände.
- Journal der practischen Arzneykunde und Wundarzneykunst (Journal für praktische Heilkunde). Hrsg. mit Christoph Wilhelm Hufeland. 1809 bis 1814.
- Bibliothek für Ophthalmologie, Kenntniss und Behandlung der Sinne überhaupt in ihrem gesunden und kranken Zustande. Hahn, Hannover 1816–1819, 1 Band.

## Auszeichnungen
- Akademischer Preis für Medizin der Universität Göttingen 1794 für seine Schrift Mortis causa et signa[8]
- Ritter des Guelphen-Ordens des Königreichs Hannover (1820)[1]